# 一宇治城

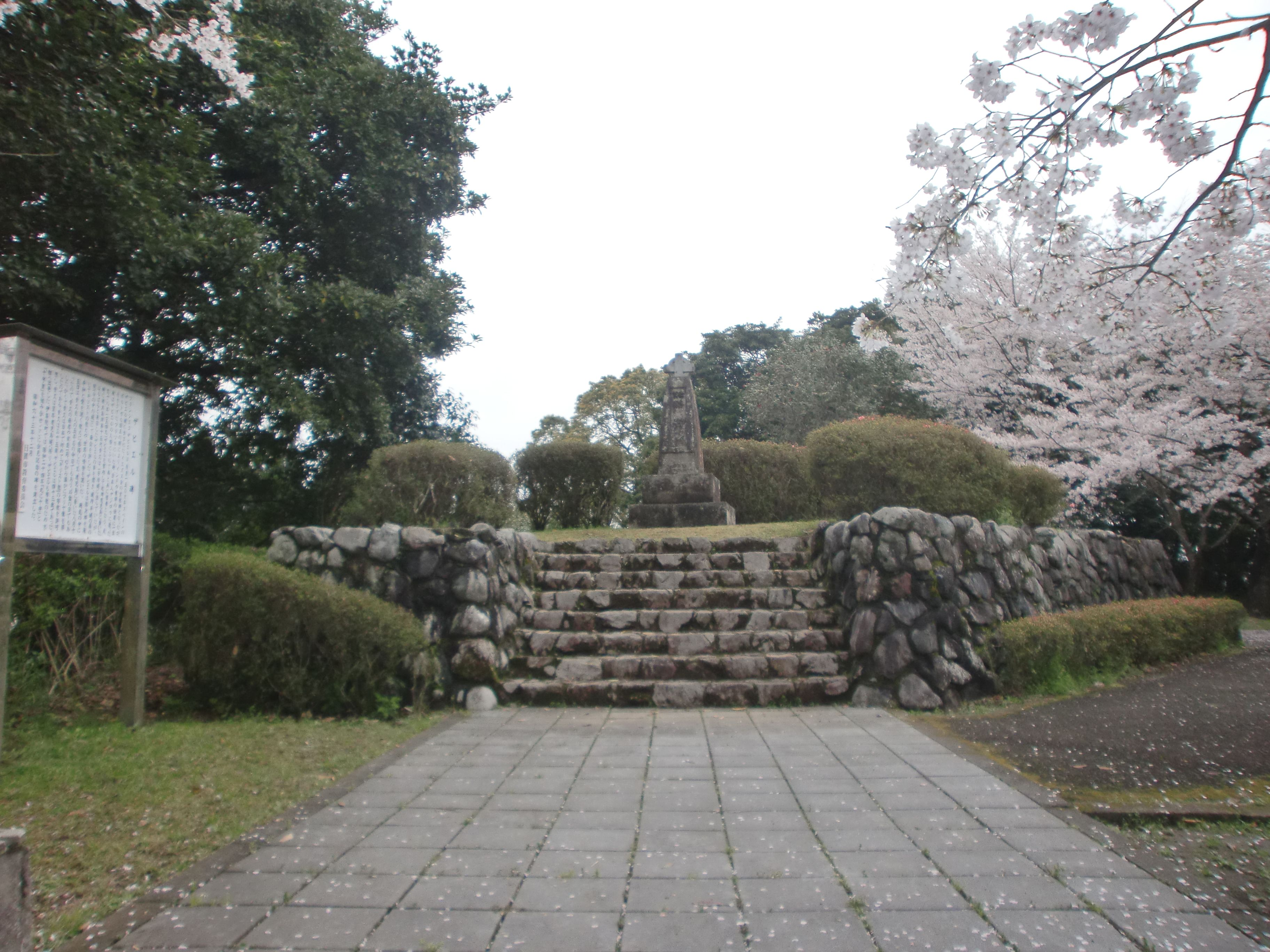
ザビエル会見の地

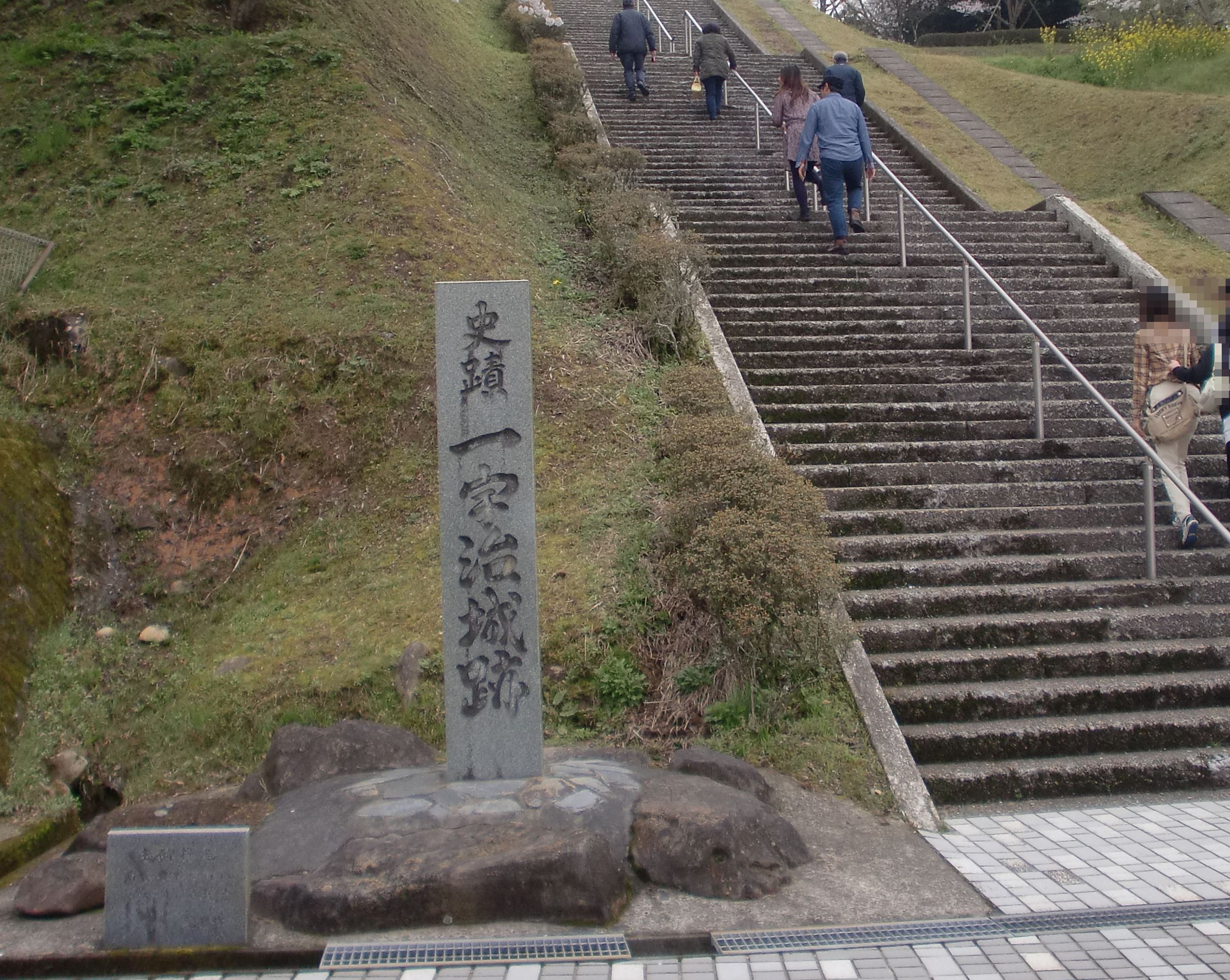
登城口と碑

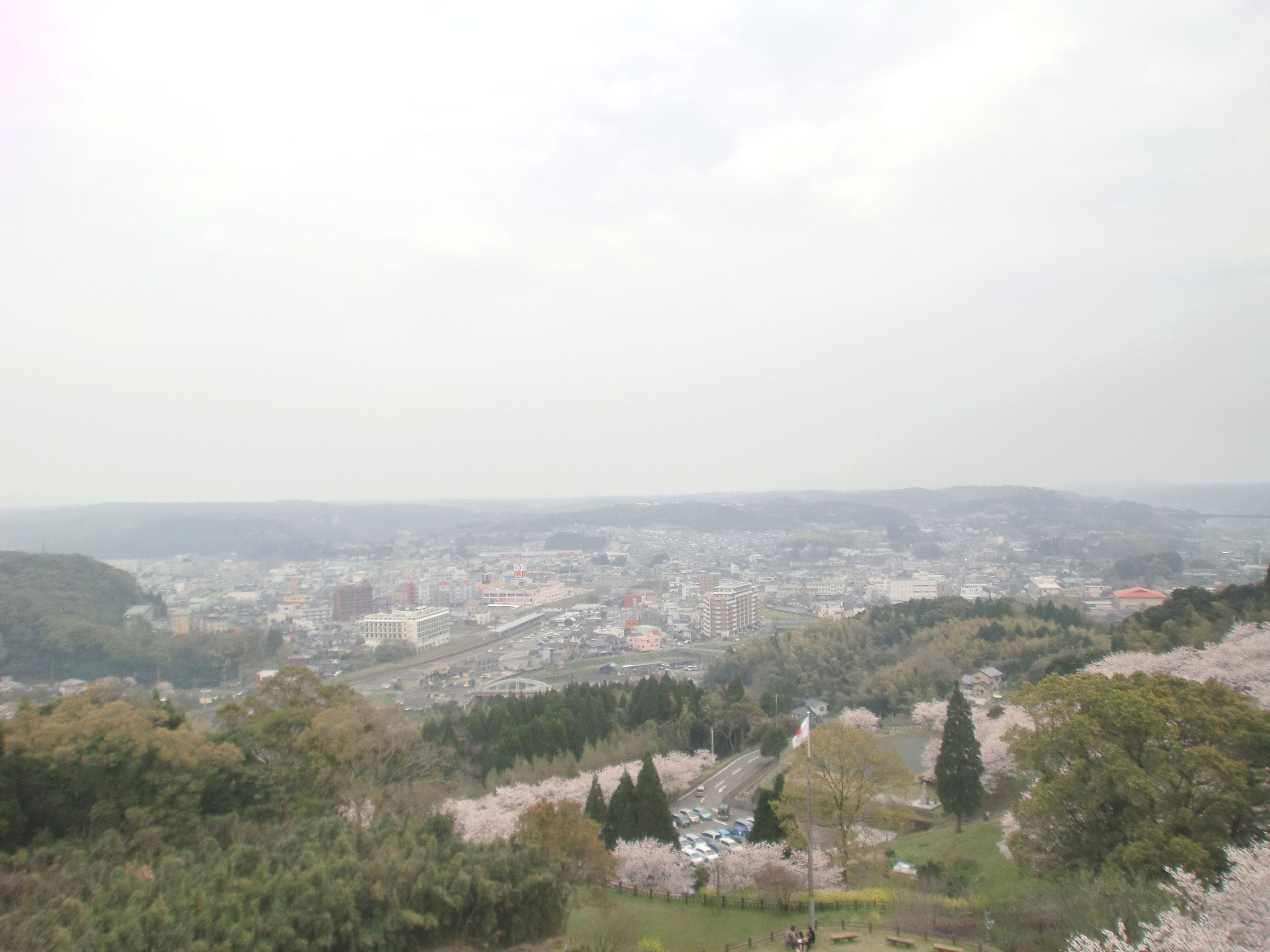
一宇治城址から望む伊集院市街

一宇治城（いちうじじょう）は、鹿児島県日置市伊集院町大田（薩摩国伊集院）にあった中世の日本の城（山城）。

## 沿革
鎌倉時代に伊集院氏によって築城されたとされる。その後、本家の島津氏を凌ぐと言われた伊集院氏の権力を背景に拡充されたが、1450年（宝徳2年）3月、島津忠国は伊集院一族を追放、以後、島津氏配下の城となった。
1545年（天文14年）、島津家中の統一を目指していた島津忠良・貴久親子は先祖代々の居城であったが薩摩国西部にあり不便であった伊作城から、薩摩国中央部にあるこの城に拠点を移し、鹿児島の制圧を目指す。北郷氏、樺山氏など島津氏の有力分家の支持を得た貴久は、この城で薩摩国・大隅国・日向国3カ国の太守となり、悲願であった島津家中の統一を果たすのである。
1550年（天文19年）12月、名実共に島津氏宗家当主となった貴久は拠点を鹿児島の内城に移し、この城は地頭の管轄下に置かれることになった。初代地頭は島津右衛門大夫孝久。永禄年間には町田久倍が地頭を務めている。江戸時代には薩摩藩内でも重要な外城とされた。ただし、慶長以降には日常的に城を整備・管理していたという史料が無く、実質的には廃城になっていたと考えられている。
1549年（天文18年）9月に貴久とフランシスコ・ザビエルが対面し日本で初めてキリスト教の正式な布教の許可がおりた場所として著名である。また、島津義弘が鹿児島城築城を進めていた息子・家久に対して反対し、こちらの城を推薦していたことでも知られている。

## 概要
標高144mの城山という自然の山を利用して築かれている。
大小30個あまりの曲輪から構築されている。主な曲輪に「神明城」「伊作城」「中尾曲輪」「釣瓶城」「弓場城」「護摩所」「南之城」「上平城」があり、それぞれの曲輪は独立性が高い点は畿内の近世城郭と異なる点である。しかし、本丸にあたる「神明城」を中心とした曲輪は「神明城」を中心として守るように土塁を再構築した跡がある。

## 現状
現在「城山公園」として整備されており、整備に伴い部分的に遺構が破壊を受け、また遊具が設営されているが、比較的良好な保存状態にある。しかし説明版はほとんど無い。
JR九州鹿児島本線伊集院駅から700m程の所にあり、整備もされているので、南九州の中世城郭としては比較的見学しやすい城である。「神明城」跡にはフランシスコ・ザビエルとの会見を記念する石碑が建っている。また伊集院駅前には島津義弘の銅像が立つ。

## 補注
1. ↑  この時代に「島津孝久」は島津氏の諸系図・史料に見あたらず、不詳。ただし伊集院忠棟は官名「右衛門大夫」を名乗っている。
2. ↑  ただし、清水城 (薩摩国)ではないかという異説もある。